# Paire de Sziklai

Paire de Sziklai

La paire de Sziklai, aussi connue sous le nom de paire composée, pseudo-Darlington ou darlingnot, est un montage électronique combinant deux transistors de types différents (NPN et PNP).
Ce montage est couramment utilisé pour obtenir un transistor capable de supporter de forts courants, tout en ayant un gain supérieur à celui d'un seul transistor, à la manière du montage Darlington.
Le nom provient de son inventeur George Clifford Sziklai (en),.

## Caractéristiques
La paire composée est comparable à la configuration Darlington.
- Le gain en courant est le produit des gains des deux transistors[1].
- La polarité du courant de commande est inversée[1].
- la tension Vbesat est environ 0,6 V, comparée à 1,2 V pour le montage Darlington[1].
- La tension Vcesat ne peut pas descendre en dessous du VBEsat du premier transistor[1], ce qui devient désavantageux par rapport à un seul transistor.

## Utilisation
Il est très largement répandu dans les montages amplificateurs, en particulier dans les amplificateurs opérationnels par exemple sur les étages de sortie. Dans une application typique, la paire de Sziklai agit un peu comme un seul transistor du même type (par exemple, NPN) que Q1 et avec un gain de courant (β) très élevé. L'émetteur de Q2 fonctionne comme un collecteur. Par conséquent, l'émetteur de Q2 est marqué "C" dans la figure ci-dessus. De même, dans une application typique, le collecteur de Q2 (également connecté à l'émetteur de Q1) fonctionne comme un émetteur et est donc étiqueté "E". Comme avec une paire Darlington, une résistance (par exemple, 100 Ω à 1 kΩ) peut être connectée entre l'émetteur et la base de Q2 pour améliorer son temps de coupure (c'est-à-dire, améliorer ses performances pour les signaux à haute fréquence).

## Étages de sortie à rétroaction complémentaire
Les paires de rétroaction complémentaires sont souvent utilisées dans les étages de sortie des amplificateurs de puissance en raison de leurs avantages à la fois en termes de linéarité et de bande passante par rapport aux étages de sortie Darlington à émetteur suiveur plus courants. Elles sont particulièrement avantageuses dans les amplificateurs où la charge prévue ne nécessite pas l'utilisation de dispositifs parallèles.
Les paires de rétroaction complémentaires peuvent également présenter l'avantage d'une stabilité thermique supérieure dans les bonnes conditions. Contrairement à la configuration Darlington traditionnelle, le courant de repos est beaucoup plus stable par rapport aux changements de température des transistors de sortie de forte puissance par rapport aux pilotes de faible puissance. Cela signifie qu'un étage de sortie Sziklai dans un amplificateur de classe AB nécessite seulement que le transistor ou les diodes d'asservissement de polarisation soient thermiquement adaptés aux transistors d'attaque de plus faible puissance ; ils n'ont pas besoin (et ne devraient pas) être placés sur le dissipateur principal. Cela simplifie potentiellement la conception et la mise en œuvre d'un amplificateur de classe AB stable, en réduisant le besoin de résistances d'émetteur. Cela réduit considérablement le nombre de composants qui doivent être en contact thermique avec le dissipateur thermique et réduit la probabilité d'emballement thermique. 
Le courant de repos optimal dans un amplificateur utilisant des paires de rétroaction complémentaires a également tendance à être beaucoup plus faible que dans les étages de sortie à base de Darlington, de l'ordre de 10 mA contre 100 mA ou plus pour certains étages de sortie à émetteur suiveur. Cela signifie que la consommation d'énergie au repos est de l'ordre de quelques watts contre des dizaines de watts pour les mêmes performances dans de nombreux cas. C'est une raison très convaincante d'utiliser la paire Sziklai dans les cas où la puissance de sortie est modérée (25 W à 100 W), la fidélité est critique, et une consommation d'énergie relativement faible en veille est souhaitée. 

### Étages de sortie quasi-complémentaires
Historiquement, les concepteurs utilisaient fréquemment la configuration "quasi-complémentaire", qui utilise une paire de poussoirs Darlington (2 transistors NPN) et une paire de rétroaction complémentaire (1 transistor PNP et 1 transistor NPN). Cette configuration, qui utilise 3 transistors NPN et 1 transistor PNP, était avantageuse car, pendant des décennies, les transistors pour petits signaux les plus courants étaient des PNP au germanium (les transistors de puissance PNP au silicium ont été plus lents à développer et ont été pendant des années plus chers que leurs homologues NPN). Par ailleurs, si un dispositif PNP au germanium était utilisé, il aurait des caractéristiques sensiblement différentes de celles du transistor NPN au silicium. Dans la topologie quasi-complémentaire, les performances de la paire de traction inférieure, qui utilise un seul transistor NPN, sont plus proches des performances de la paire de traction supérieure, qui se compose de deux transistors NPN et d'un dispositif de puissance identique. 
Si, pendant des décennies, l'étage de sortie quasi-complémentaire était logique, les transistors de puissance PNP et NPN étant désormais disponibles en quantités égales et présentant des caractéristiques de performance plus proches, les amplificateurs de puissance audio modernes utilisent souvent des topologies équivalentes pour les deux paires : soit 2 Darlington, soit 2 Sziklai,.